# Yên Ninh, Phú Lương
Yên Ninh là một xã thuộc huyện Phú Lương, tỉnh Thái Nguyên, Việt Nam.

## Địa lý
Yên Ninh là xã cực bắc của huyện Phú Lương, có vị trí địa lý:
- Phía đông giáp tỉnh Bắc Kạn
- Phía tây giáp xã Yên Trạch
- Phía nam giáp xã Yên Đổ và xã Yên Lạc
- Phía bắc giáp huyện Định Hoá.

Xã Yên Ninh có diện tích 46,00 km², là xã lớn nhất huyện Phú Lương, dân số năm 1999 là 6.298 người, mật độ dân số đạt 137 người/km².
Xã có tuyến quốc lộ 3 chạy địa bàn và là cửa ngõ phía bắc của tỉnh Thái Nguyên. Ở phía bắc của xã có sông Chợ Chu chảy từ huyện Định Hóa sang.

## Lịch sử
Sau năm 1975, Yên Ninh là một xã thuộc huyện Phú Lương.
Đến năm 2019, xã Yên Ninh được chia thành 16 xóm: Đồng Phủ 1, Đồng Phủ 2, Suối Bén, Đồng Kem 4, Đồng Kem 10, Bắc Bé, Làng Muông, Ba Luồng, Khe Khoang, Bằng Ninh, Suối Hang, Đồng Danh, Ba Họ, Suối Bốc, Đồng Đình, Yên Phú.
Ngày 23 tháng 7 năm 2019, sáp nhập hai xóm Đồng Kem 4 và Đồng Kem 10 thành xóm Đồng Kem, sáp nhập hai xóm Ba Luồng và Khe Khoang thành xóm Ba Luồng - Khe Khoang.

## Hành chính
Xã Yên Ninh được chia thành 14 xóm: Ba Họ, Ba Luồng - Khe Khoang, Bắc Bé, Bằng Ninh, Đồng Danh, Đồng Đình, Đồng Kem, Đồng Phủ 1, Đồng Phủ 2, Làng Muông, Suối Bén, Suối Bốc, Suối Hang, Yên Phú.